# Małgorzata Karolina Wettyn
Małgorzata Karolina Wettyn, niem. Margarete Karoline Prinzessin von Sachsen (ur. 24 maja 1840 w Dreźnie, Saksonia; zm. 15 września 1858 w Monzy, Włochy) – księżniczka Saksonii, arcyksiężna Austrii. Jej pełne nazwisko brzmiało: Małgorzata Karolina Fryderyka Cecylia Augusta Amalia Józefina Elżbieta Maria Joanna Wettyn.

## Życiorys
Małgorzata Karolina była córką Jana Wettyna, króla Saksonii, i Amelii Augusty Wittelsbach, księżniczki bawarskiej.
4 listopada 1856 roku wyszła za mąż za swojego kuzyna Karola Ludwika, arcyksięcia Austrii, syna arcyksięcia austriackiego Franciszka Karola i Zofii, księżniczki Bawarii. Ślub odbył się w Dreźnie, w Królestwie Saksonii. Małżeństwo Karola Ludwika i Małgorzaty było szczęśliwe, ale trwało niecałe dwa lata i para nie miała dzieci.
W czasie podróży do Włoch Małgorzata zachorowała na tyfus. Zmarła 15 września 1858 roku w wieku 18 lat w Monzy. Jej serce zostało pochowane w Innsbrucku. Jej mąż ożenił się jeszcze dwukrotnie; z Marią Annunziatą Sycylijską, a następnie - Marią Teresą Portugalską.